# Owe Schattauer
Owe Schattauer (* 27. Mai 1969 Künstlername C-Rebell-um) ist ein deutscher Musiker.

## Leben

### Beruf
Schattauer wuchs in der DDR auf und zog 1990 nach Mainz. Er ist im Hauptberuf selbständiger Handwerker für die Abdichtung von inneren und äußeren Gebäudeflächen.

### Musik
Schattauer gründete 1993 zusammen mit Sacha Beauvoir das Rapper-Duo „Vereinigte Arroganz“. 1995 erschien mit „Liebe machen“ die erste Single beim schwedischen Label Metronome / Polygram. In Bayern wurde sie, laut Schattauers Aussage aus dem Radioprogramm, wegen Frauenfeindlichkeit entfernt. 1997 wechselten sie zum Label EMI. 1997 Erschien die zweite Single S.I.N.G.L.E und das dazugehörige Album Das Leben, in Zusammenarbeit mit Bernd Waldstädt, dem Produzenten von Magic Affair. Im selben Jahr wurde Liebe Machen von Oliver Petszokat gecovert. 1998 erschien die Single Sterben. Ende 1998 löste sich die Vereinigte Arroganz auf. Beauvoir arbeitete danach an der Serie „The F Files“ des TV-Senders MCCBtv Canada und als Zeitungsausträger.
Seit 2001 ist Schattauer Teil der Band „Paragraph117“ und betreibt das Label 117Records. 2004 erschien sein Solo-Doppelalbum Körper & Geist – Schicksal & Glück und 2006 Ein Mann ein Wort. Nach sechs Jahren Pause wurde das Album Im Wahrheitsrausch – Tacheles 1 veröffentlicht. Das Musikvideo zu Im Wahrheitsrausch wurde unter anderem bei Fernsehkritik.TV gezeigt. Ein Jahr später folgte das Album Tacheles 2 Gesichter.

### Politische Aktivitäten
2015 begann Schattauer, Videos aus seinem Auto heraus zu drehen, unter anderem zu politischen Themen wie der Flüchtlingskrise. Seitdem wird er auch „Stimme des Zorns“ genannt. Es folgten Interviews und Berichte auf russischen Staatsmedien wie RT Deutsch und NTW. Anschließend wurde Schattauer, zusammen mit Rainer Rothfuß, einer der Veranstalter der „Druschba“-Friedensfahrten nach Russland, welche seit 2016 jährlich stattfindet. Ralf Stiftel bezeichnete ihn 2017 als „eine[n] von einem guten Dutzend ‚normaler Bürger‘, die mit Hassbotschaften im Internet Mitstreiter gewinnen und den Staat verändern wollen“.
Laut dem Tagesspiegel Autor Sebastian Leber beschwert sich Schattauer nicht nur über „Putin-Verteufelung“, sondern verbreitete auf Facebook auch Verschwörungstheorien über die jüdische Familie Rothschild, die angeblich nach der Weltherrschaft greife: Die Rothschilds seien heute für Kriege weltweit verantwortlich. Ein anderes Mal behauptete Schattauer, die Rothschilds seien die „Wurzeln allen Übels“, dazu empfahl er das antisemitische Buch „Satans Banker“ von Andrew Carrington Hitchcock.

## Diskographie

### Alben
- 1997: Das Leben (als Vereinigte Arroganz)
- 2004: Körper & Geist – Schicksal & Glück (als C-Rebell-um)
- 2006: Ein Mann Ein Wort (als C-Rebell-um)
- 2012: Im Wahrheisrausch – Talcheles I (als C-Rebell-um)
- 2013: Im Wahrheitsrausch – Tacheles 2 Gesichter (als C-Rebell-um)

### EPs
- 2001: 200I (als Paragraph117)
- 2003: 200III (als Paragraph117)

### Singles
- 1995: Liebe machen (als Vereinigte Arroganz)
- 1997: S. I.N.G.L.E. (als Vereinigte Arroganz)
- 1998: Sterben (als Vereinigte Arroganz)
- 2011: Irrtum (als C-Rebell-um)
- 2011: ...solange da ein Licht scheint (als C-Rebell-um)

## Filmographie
- Russlanddeutsche – Tradition, Freiheit, Frust (ZDF, Dokumentation; 2019)